# David Meldola
David de Elijasib Meldola (geboren um 1780 in Hamburg oder Amsterdam; gestorben am 13. Juli 1861 in Hamburg) war Kantor, Hebräischlehrer, Gemeindesekretär und Übersetzer.

## Leben
Meldola war staatlich vereidigter Übersetzer und unterrichtete als Hebräischlehrer an der von Eduard Kley geleiteten Israelitischen Freischule in Hamburg. 1817 heiratete er Angela de Abraham de Eliau Israel Baruch, aus der Ehe gingen 12 oder 13 Kinder hervor.
1818 wurde er der erste Kantor am Hamburger Tempel und sorgte durch die von ihm eingeführten sefardischen Elemente in den Kultus mit dafür, dass die erste offizielle reformorientierte Synagoge einiges Aufsehen erregte.
Er brachte nicht nur alte sefardische Melodien an den Tempel, sondern rezitierte, betete und sang in sefardischer Aussprache, was in Hamburg als ein Bruch mit der üblichen aschkenasischen Tradition empfunden wurde. Andererseits galt die iberisch-jüdische Kultur bis in die 1880er Jahre einer Gruppe von Tempelmitgliedern als überlegen und das sefardische Hebräisch als korrekter. Meloda soll eine ausgezeichnete volle Baritonstimme gehabt haben. Besonders waren auch die neuen Choräle in deutscher Sprache nach evangelischem Vorbild und der aus Amsterdam stammende sefardische Gemeindegesang.
Seit 1855 teilte sich Joseph de Mose Piza das Chazzanamt mit David Meldola. Beide gehörten der Portugiesisch-Jüdischen Gemeinde an. In der Gemeindeverfassung von 1837 wird Meldola allerdings als Mitglied der Tempelgemeinde geführt.
David Meldola starb 1861.